# Sven Sjöstedt
Sven Gustaf Janne Hjalmar Sjöstedt, född 16 oktober 1911 i Stockholm, död 8 juli 1998 i Onsala, var en svensk läkare. 

## Biografi
Sjöstedt blev medicine licentiat 1938, medicine doktor och docent i bakteriologi i Lund 1946 på avhandlingen Pathogenicity of certain serological types of B. coli, their mouse toxicity, hemolytic power, capacity for skin necrosis and resistance to phagocytosis and bactericidal faculties of human blood, docent i obstetrik och gynekologi där 1948, biträdande lasarettsläkare på kvinnokliniken i Lund 1948, biträdande lärare i obstetrik och gynekologi 1948, var överläkare på kvinnokliniken vid Regionsjukhuset i Linköping 1961–1972 och professor i obstetrik och gynekologi vid Linköpings universitet 1970–1978. Han författade skrifter i bakteriologi, kirurgi, ortopedi, röntgendiagnostik, obstetrik och gynekologi. Sjöstedt är begravd på Onsala kyrkogård.